# Soavina (Betafo)
Soavina – gmina na Madagaskarze, w regionie Vakinankaratra, w dystrykcie Betafo. W 2001 roku zamieszkana była przez 20 169 osób. Siedzibę administracyjną stanowi miejscowość Soavina.